# Krzysztof Pyrć

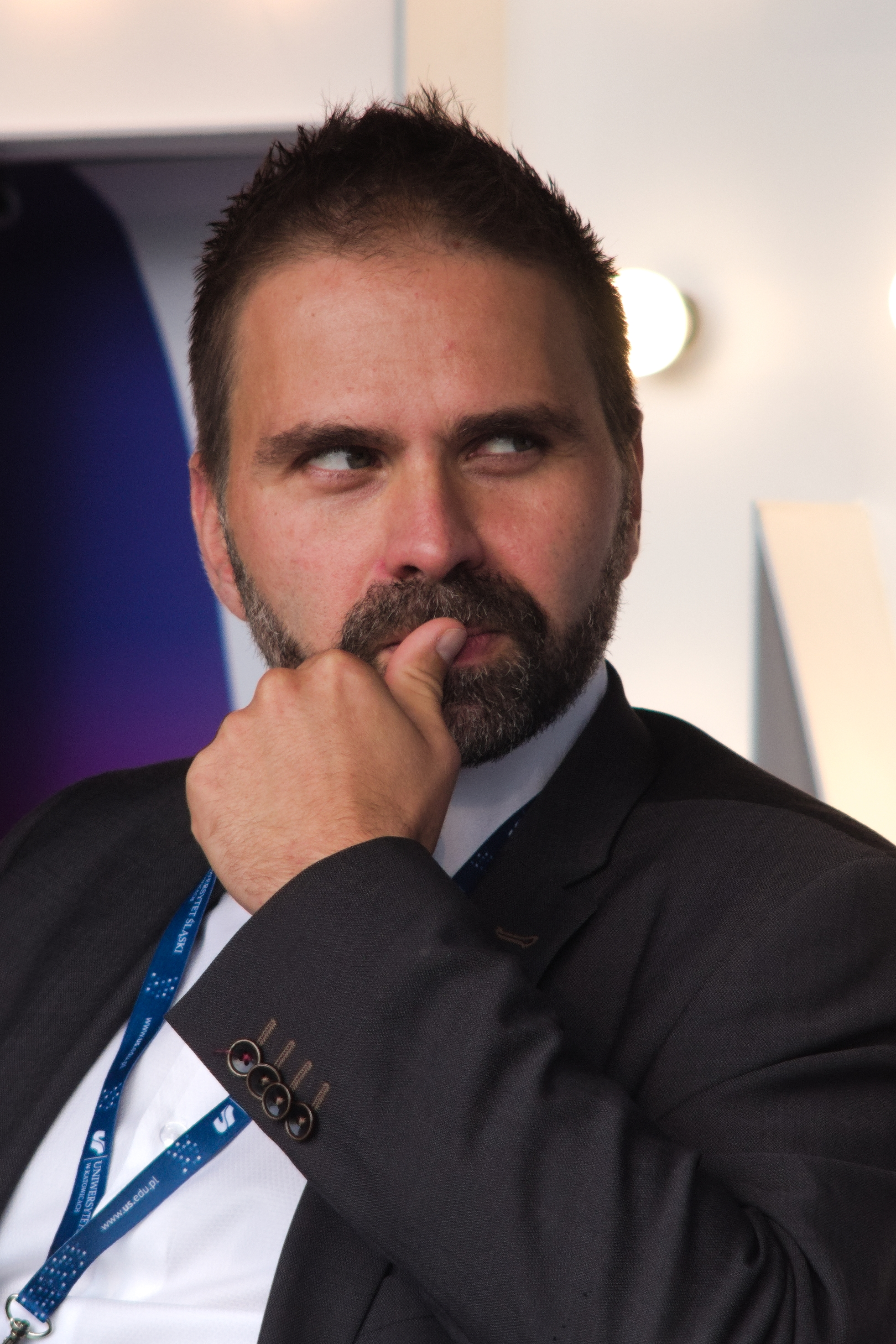
Krzysztof Pyrć

Krzysztof Pyrć (* 1979) ist ein polnischer Virologe der Jagiellonen-Universität in Krakau.

## Leben
Krzysztof Pyrć schloss 1998 das Stanisław-Wyspiański-Lizeum in Krakau ab und studierte anschließend an der Jagiellonen-Universität. Diese schloss er 2003 mit einem Master in Biotechnologie ab. Vier Jahre darauf erhielt er einen PhD am Zentrum für Infektionen und Immunität (CINIMA) an der Universiteit van Amsterdam und kehrte danach wieder an die Krakauer Universität zurück, wo Krzysztof Pyrć bis 2016 als Assistenzprofessor tätig war. Zwischenzeitlich habilitierte er an der Universität Łódź.
2016 wurde er Professor an der JU Krakau, im Jahr darauf Mitglied des Beirats des Kleinpolnischen Zentrums für Biotechnologie (Małopolskim Centrum Biotechnologii). Seine Ernennung zum Professor der Biologie erfolgte 2019. Beim Ausbruch der COVID-19-Pandemie in Polen im Jahr 2020 wurde er zum Mitglied des Beratergremiums der Regierung zur Bekämpfung der Pandemie ernannt.

## Auszeichnungen
- 2008: PhD-Thesis-Award der niederländischen Gesellschaft für Infektionskrankheiten für die beste Doktorarbeit[1]
- 2020: Auszeichnungen des Ministers für Wissenschaft und Höhere Bildung für seine wissenschaftliche Leistung[1]

## Veröffentlichungen
- 2004: van der Hoek L., Pyrc K., Jebbink MF et al., Identification of a new human coronavirus in Nature Medicine 10, S. 368–373, doi:10.1038/nm1024
- 2005: Hofmann H., Pyrc K., van der Hoek L. et al., Human coronavirus NL63 employs the severe acute respiratory syndrome coronavirus receptor for cellular entry. in Proceedings of the National Academy of Sciences, S. 7988–7993
- 2006: Pöhlmann S., Gramberg T., Wegele A., Pyrc K.Interaction between the spike protein of human coronavirus NL63 and its cellular receptor ACE2 in Advances in Experimental Medicine and Biology, S. 281–284
- 2012: Pyrc K., Stozek K., Wojcik K., Gawron K. et al., Use of Sensitive, Broad-Spectrum Molecular Assays and Human Airway Epithelium Cultures for Detection of Respiratory Pathogens in PLoS ONE